# Baggenahalli, Jagalur
Baggenahalli là một làng thuộc tehsil Jagalur, huyện Davanagere, bang Karnataka, Ấn Độ.